# Pierre Charles Le Monnier
Pierre Charles Le Monnier (o Lemonnier) (París, 20 de noviembre de 1715 – Bayeux, 3 de abril de 1799) fue un astrónomo francés al que debemos importantes trabajos tanto en astronomía como en geodesia.

## Biografía
Hijo del filósofo y matemático Pierre Lemonnier, registró su primera observación astronómica antes de cumplir 16 años, y la presentación de un elaborado mapa lunar le llevó a ser nombrado miembro de la Academia de las Ciencias francesa en 1736, cuando contaba sólo 20 años de edad. Ese mismo año fue elegido para participar en la expedición de 1736–1737 a Laponia, dirigida por Pierre Louis Maupertuis y Alexis Claude Clairaut, para determinar si la Tierra era un elipsoide aplanado en los polos. En 1738, poco después su retorno, explicó en una memoria leída ante la Academia, las ventajas del método de John Flamsteed para determinar las ascensiones rectas. La Royal Society le nombró miembro el 5 de abril de 1739.
Ejerció como profesor del Collège de France a partir de 1746, siendo el primer maestro en astronomía de Joseph Lalande, con el que tuvo intensas disputas. Fue también el astrónomo preferido de Luis XV, quien le facilitaba los medios para adquirir los mejores instrumentos astronómicos de la época, muchos de ellos de fabricación inglesa.
La determinación de los cambios en la refracción atmosférica en verano e invierno y la reforma de las tablas solares, cuentan entre sus mejores contribuciones a la astronomía. Las observaciones de Le Monnier, efectuadas en 1743 con la ayuda de un gnomon en la Iglesia de Saint-Sulpice en París, indicaban, por comparación con las mediciones efectuadas por Giovanni Cassini en Bolonia en 1656, una disminución de la oblicuidad de la eclíptica.
Participó activamente en la difusión de trabajos de astronomía ingleses, sobre todo los de John Flamsteed e Isaac Newton, contribuyendo con ello a la reforma de la astronomía práctica francesa. Se le atribuyen también numerosas observaciones de la supuesta estrella que resultó finalmente ser el planeta Urano, hasta que fue descubierto por Sir William Herschel en 1781.

## Principales publicaciones
- Histoire céleste, 1741
- Théorie des comètes, 1743
- Institution astronomique, 1746
- Nouveau zodiaque, 1755
- Observations de la lune, du soleil, et des étoiles fixes, 1751–1775
- Loix du magnétisme, 1776–1778
- Astronomie nautique lunaire, 1771
- Essai sur les marées, 1774

## Eponimia
- El cráter lunar Le Monnier lleva este nombre en su memoria.[1]